# Acacia burttii
Acacia burttii är en ärtväxtart som beskrevs av Baker f. Acacia burttii ingår i släktet akacior, och familjen ärtväxter. Inga underarter finns listade i Catalogue of Life.